# Iniistius

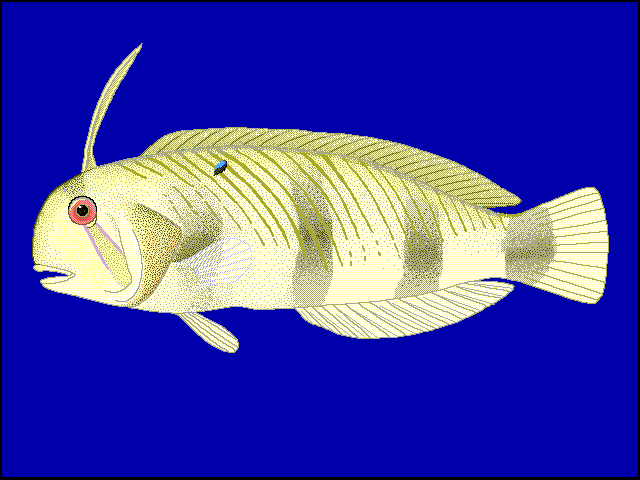
Ejemplar inmaduro de Iniistius pavo

Iniistius  es un género de peces de la familia de los Labridae y del orden de los Perciformes.

## Especies
Existen 13 especies de este género, de acuerdo con FishBase:
- Iniistius aneitensis (Günther, 1862)
- Iniistius auropunctatus Randall, Earle y Robertson, 2002[3]
- Iniistius baldwini (Jordan y Evermann, 1903)
- Iniistius celebicus (Bleeker, 1856) [4]
- Iniistius cyanifrons (Valenciennes, 1840)[5]
- Iniistius dea (Temminck y Schlegel, 1845)[6]
- Iniistius geisha (Araga y Yoshino, 1986)[7]
- Iniistius griffithsi Randall, 2007[8]
- Iniistius jacksonensis (Ramsay, 1881) [9]
- Iniistius javanicus (Bleeker, 1862)
- Iniistius pavo (Valenciennes en Cuvier y Valenciennes, 1840)
- Iniistius trivittatus (Randall y Cornish, 2000)  [10]
- Iniistius umbrilatus (Jenkins, 1901)